# Leptocera meges
Leptocera meges är en tvåvingeart som beskrevs av Papp 1978. Leptocera meges ingår i släktet Leptocera och familjen hoppflugor.
Artens utbredningsområde är Afghanistan. Inga underarter finns listade i Catalogue of Life.